# 23135 Pheidas
23135 Pheidas è un asteroide troiano di Giove del campo greco. Scoperto nel 2000, presenta un'orbita caratterizzata da un semiasse maggiore pari a 5,274704 UA e da un'eccentricità di 0,052079, inclinata di 17,342528° rispetto all'eclittica. Ha un diametro di 66,230 km, un periodo di rotazione di 8,69 ore e un'albedo di 0,044.
L'asteroide è dedicato al guerriero acheo Fida che combatté per la difesa della flotta.